# Cassandra (ABBA-Lied)
Cassandra ist ein Popsong der schwedischen Popgruppe ABBA. Er wurde 1982 von Benny Andersson und Björn Ulvaeus geschrieben. Die Leadvocals werden von Anni-Frid Lyngstad gesungen.

## Veröffentlichungen
Cassandra wurde im Oktober 1982 als B-Seite der Single The Day Before You Came veröffentlicht. Seit der Neuauflage von Juni 2001 ist das Lied auch als Bonustrack auf dem Album The Visitors zu finden. Darüber hinaus erschien Cassandra auf mehreren Kompilationen, zum Beispiel auf More ABBA Gold – More ABBA Hits.

## Inhalt
In der griechischen Mythologie war Kassandra eine Königstochter aus Troja in der Zeit des Trojanischen Krieges. Sie bekam von Gott Apollon die Gabe der Weissagung, aber auch den Fluch, dass niemand ihren Prophezeiungen glaubte. Sie warnte vor dem Trojanischen Pferd, wurde aber ignoriert, weswegen die Stadt fiel. Nach dem Krieg wurde sie von Agamemnon als Sklavin mit nach Mykene genommen.
Das Lied beschreibt die traurige Situation am Tag nach dem Fall von Troja, die Trauer Cassandras und ihre Abreise. Vor allem aber berichtet es über die Reue und die Entschuldigung einer der Akteure vom Vortag. Er hatte Cassandra nicht geglaubt und sagt, er hätte es auch nicht gekonnt („Some of us wanted but none of us could listen to words of warning“, etwa „Manche von uns wollten, aber niemand von uns konnte auf warnende Worte hören“). Nun ist er davon überzeugt, dass sie Recht hatte und die Zukunft sehen kann.

## Coverversionen
1984 veröffentlichten Bonnie St. Claire und José Hoebee als Bonnie & José eine Coverversion von Cassandra.